# Eliane Elias
Eliane Elias [eˈli̯an eˈlias] (* 19. März 1960 in São Paulo) ist eine brasilianische Pianistin, Sängerin und Komponistin.

## Leben und Wirken
Elias’ Mutter Lucy war klassische Pianistin und spielte zuhause oft Jazz-Platten. Im Alter von sechs Jahren begann Elias mit dem Klavierspielen, mit zwölf Jahren fertigte sie bereits Transkriptionen von Stücken anderer Jazzpianisten an. Elias besuchte sechs Jahre lang das Centro Livre de Aprendizagem Musical in São Paulo und leitete mit 15 Jahren dort schon die Klavierklasse. Bereits als Teenager begann sie zu komponieren und trat mit eigenen Stücken in Jazzclubs auf. Sie studierte klassisches Klavierspiel bei Amilton Godoy und Amaral Vieira. Musikalische Vorbilder im Jazz waren für sie Bud Powell, Art Tatum und Bill Evans. Sie tourte mit dem Gitarristen Toquinho und Vinícius de Moraes. Auf einer Europa-Tour 1981 wurde sie bei einem Urlaub in Paris von Eddie Gomez bestärkt, nach New York zu gehen.
In New York nahm Elias Privatunterricht bei der Pianistin Olegna Fuschi an der Juilliard School of Music. Sie wurde in dieser Zeit eingeladen, neben Michael Brecker, Peter Erskine, Mike Mainieri und Eddie Gomez Mitglied bei der Band Steps Ahead zu werden. 1983 nahm sie mit der Band ein gleichnamiges Album auf.
Nach einem Album mit ihrem damaligen Mann Randy Brecker, das nach ihrer gemeinsamen Tochter Amanda benannt war, begann sie 1986 selbst als Bandleaderin mit eigenen Gruppen zu arbeiten. In diesem Jahr erschien ihr Debütalbum Illusions (Denon), gefolgt von Cross Currents 1987. Nach einigen erfolgreichen Alben (inklusive eines Duetts mit Herbie Hancock) begann sie 1989 auf Eliane Elias Plays Jobim auch zu singen, was sie seitdem ebenfalls erfolgreich tut. Bereits seit ihren ersten Platten unter eigenem Namen wird ihr Profil anhand ganz eigenständiger Bearbeitungen von Standards deutlich. 1994 wirkte sie bei Joe Hendersons Jobim-Tributalbum Double Rainbow: The Music of Antonio Carlos Jobim mit.
Sie ist mit dem Bassisten Marc Johnson verheiratet, mit dem sie auch in eigenem Trio spielt.
Ein Album von Bob Brookmeyer mit ihren Kompositionen (Impulsive!), gespielt vom Danish Radio Jazz Orchestra wurde 2001 für einen Grammy nominiert. 2016 wurde Elias für ihr Album Made in Brazil mit dem Grammy Award in der Kategorie Latin Jazz Album ausgezeichnet.
Zwischen 1987 und 2016 trat sie fünfmal, entweder solo oder mit anderen Musikern wie z. B. Toots Thielemans, auf dem Montreux Jazz Festival auf.

## Diskografie
- 1983: Steps Ahead (mit Steps Ahead)
- 1985: Amanda (mit Randy Brecker)
- 1986: Illusions
- 1988: Cross Currents
- 1990: Eliane Elias Plays Jobim  (mit Gesang von Elias)
- 1990: So Far So Close
- 1991: A Long Story
- 1992: Fantasia
- 1993: Paulistana
- 1995: Cross Currents
- 1995: Best of
- 1995: Solos and Duets (mit Herbie Hancock, Grammy-Nominierung)
- 1997: The Three Americas
- 1998: Sings Jobim
- 2000: Everything I Love
- 2001: Impulsive!
- 2001: The Best of Eliane Elias, Vol. 1: Originals
- 2002: Kissed By Nature
- 2003: Timeless Eliane Elias
- 2003: Brazilian Classics
- 2004: Giants of Jazz: Eliane Elias
- 2004: Dreamer
- 2005: Sings & Plays
- 2006: Around the City
- 2007: Something For You – Eliane Elias Sings & Plays Bill Evans
- 2008: Bossa Nova Stories
- 2010: Eliane Elias Plays (Live)
- 2011: Light My Fire
- 2012: Swept Away (mit Marc Johnson)
- 2013: I Thought About You: A Tribute to Chet Baker
- 2015:  Made in Brazil (Latin Grammy)
- 2017: Dance of Time
- 2018: Music from «Man of La Mancha» (rec. 1995)
- 2019: Love Stories
- 2021: Mirror Mirror
- 2022: Quietude
- 2024: Time and Again[6]